# Keeper of the Seven Keys: The Legacy
Keeper of the Seven Keys — The Legacy — одиннадцатый альбом пауэр-металлической группы Helloween, выпущенный 28 октября 2005 года.
Участники группы Анди Дерис (вокал), Михаэль Вайкат (гитары), Маркус Гросскопф (бас-гитара), Саша Герстнер (гитары) и Дани Лёбле (барабаны) видят в альбоме продолжателя идей Keeper Of The Seven Keys I и II частей.
Keeper of the Seven Keys — The Legacy — двойной компакт-диск с почти 80-ю минутами игрового времени. Альбом намного больше склоняется к жанру прогрессив-метал, чем предыдущий альбом, Rabbit Don’t Come Easy, который был исключительно пауэр-метал альбомом. Альбом продюсировал Чарли Баурфайнд, в записи трека Light The Universe приняла участие вокалистка группы Blackmore’s Night Кандис Найт. В СНГ издан Soyuz Music

## Список композиций

### CD 1
1. The King for A 1000 Years (Deris) — 13:54
2. The Invisible Man (Gerstner) — 7:17
3. Born on Judgment Day (Weikath) — 6:14
4. Pleasure Drone (Gerstner) — 4:08
5. Mrs. God (Deris) — 2:55
6. Silent Rain (Deris/Gerstner) — 4:21

### CD 2
1. Occasion Avenue (Deris) — 11:04
2. Light The Universe (feat. Candice Night) (Deris) — 5:00
3. Do You Know What You’re Fighting For (Weikath) — 4:45
4. Come Alive (Deris) — 3:20
5. The Shade In The Shadows (Deris) — 3:24
6. Get It Up (Weikath) — 4:13
7. My Life For One More Day (Deris/Grosskopf) — 6:51
8. Revolution (Bonus track) — 5:06

## Участники записи
- Энди Дерис — вокал, клавишные
- Михаэль Вайкат — гитара
- Саша Герстнер — гитара, клавишные
- Маркус Гросскопф — бас-гитара
- Дани Лёбле — барабаны
- Михаэль Киске — sampled at very first of Occasion Avenue

Приглашённые музыканты
- Candice Night — вокал в «Light the Universe»
- Оливер Хартманн & Олаф Сенкбейл - бэк-вокал
- Фридель Амон — клавишные

Другое
- Produced by Charlie Bauerfeind at Mi Sueno Studio, Tenerife
- Design and cover artwork by Martin Häusler
- Photography by Mathias Bothor